# 뮤직앤뉴의 음반
이 문서는 뮤직앤뉴에서 발매한 음반 목록이다.

## 2010년대
- 2012년 1월 17일 린 - 해를 품은 달 OST Part.2[1]
- 2012년 2월 6일 엠씨 더 맥스 - 한반도 OST Part.1
- 2012년 3월 5일 린 - [Digital Single] 비를 내려줘요[2]
- 2012년 3월 16일 린 - Love Fiction
- 2013년 2월 25일 엠씨 더 맥스 - 마의 OST Part.3 - 만에하나
- 2013년 4월 26일 린 - LYn 8th #1 유리 심장[3]
- 2013년 6월 27일 스윗소로우 - [Digital Single] 4th #1 `괜찮아 떠나`[4]
- 2013년 8월 29일 린 - LYn 8th #2 `이 노래 좋아요`
- 2013년 12월 4일 스윗소로우 - [Digital Single] 몇번이고
- 2013년 12월 26일 린 - 별에서 온 그대 OST Part.1
- 2014년 1월 2일 엠씨 더 맥스 - Unveiling
- 2014년 3월 5일 엠씨 더 맥스 - BEST Of BEST
- 2014년 3월 6일 린 - Le Grand Bleu
- 2014년 5월 19일 스윗소로우 - [Digital Single] Beautiful[5]
- 2014년 6월 2일 스윗소로우 - For Lovers Only
- 2014년 7월 14일 스윗소로우 - [Digital Single] 홀가분 프로젝트
- 2014년 7월 15일 린 - [Digital Single] Once Again #1
- 2014년 8월 5일 린 - [Digital Single] Y.BIRD From Jellyfish With LYn X LEO[6]
- 2014년 8월 19일 스윗소로우 - 연애의 발견 OST Part.1
- 2014년 9월 3일 엠씨 더 맥스 - 괜찮아 사랑이야 OST Part.7
- 2014년 9월 12일 린 - Home
- 2014년 11월 28일 엠씨 더 맥스 - 미녀의 탄생 OST Part.4
- 2015년 3월 18일 스윗소로우 - `스물` Special OST Part.2
- 2015년 4월 23일 엠씨 더 맥스 - 냄새를 보는 소녀 OST Part.5
- 2015년 4월 29일 스윗소로우 - 냄새를 보는 소녀 OST Part.6
- 2015년 6월 3일 린 - 가면 OST Part.1
- 2015년 8월 19일 린 - [Digital Single] 나 하나만 남겨줘요[7]
- 2015년 8월 31일 스윗소로우 - [Digital Single] Let`s Make Love
- 2015년 9월 9일 린 - 9×9th
- 2015년 9월 17일 스윗소로우 - [Digital Single] 아현동[8]
- 2015년 10월 15일 스윗소로우 - For Losers Only
- 2015년 11월 25일 스윗소로우 - [Digital Single] 2015 Winter Project`동행`
- 2016년 1월 28일 엠씨 더 맥스 - Pathos
- 2016년 4월 7일 엠씨 더 맥스 - 태양의 후예 OST Part.9
- 2016년 5월 31일 KCM - 동네변호사 조들호 OST Part.4
- 2016년 7월 4일 KCM - [Digital Single] 오랜나무